# Jawne (organizacja)
Stowarzyszenie Kulturalno-Oświatowe „Jawne” (hebr. ‏יבנה‎) – żydowska organizacja oświatowa w II Rzeczpospolitej, założona w 1922 roku przez działaczy religijno-syjonistycznej partii Mizrachi.
Program szkół Jawne opierał się na łączeniu kształcenia religijnego z syjonizmem. Przedmioty judaistyczne wykładane były w języku hebrajskim, prowadzono także szerokie nauczanie przedmiotów świeckich w języku polskim.
W latach 30. XX wieku organizacja prowadziła 61 szkół powszechnnych oraz 4 średnie, do których uczęszczało 5 686 uczniów. Według Gershona Bacona, w 1937 roku organizacja prowadziła 229 szkół, w których uczyło się 15 923 uczniów. Szczególne wpływy organizacja miała na Kresach Wschodnich.
W I połowie lat 30. XX wieku z inicjatywy Jawne wprowadzono także w Polsce nowy typ uczelni talmudycznej, który łączył tradycyjne jesziwy z wychowaniem syjonistycznym – Bejt Szmuel. Pierwsza tego typu uczelnia została założona w 1934 roku w Warszawie.